# 후쿠라 준이치
후쿠라 준이치(일본어: 福良 淳一, 1960년 6월 28일 ~ )는 일본의 전 프로 야구 선수이자 야구 지도자이다. 미야자키현 히가시우스키군 기타우라정(현: 노베오카시) 출신이며 현역 시절 포지션은 내야수였다.
2015년 6월 2일부터 시즌 종료까지 오릭스 버펄로스의 1군 감독 대행을 맡았고 2016년 시즌부터 오릭스 1군 감독으로 승격, 2018년까지 역임했다.

## 인물

### 프로 입단 전
중학교 시절에는 야구부에 들어간 것을 계기로 본격적으로 야구를 시작했다. 노베오카 공업고등학교에서는 2학년 가을에 열린 추계 규슈 대회의 준준결승전에 진출했지만 사세보 공업고등학교의 시라타케 요시히사에게 막혀 팀은 패했다. 재학 중 고시엔 대회에는 출전하지 못했다.
고교 졸업 후 일본국유철도에 입사했고 사회인 야구팀인 오이타 철도 관리국(현: 큐슈여객철도 오이타 지사, 팀으로서는 현재의 JR 큐슈)에 소속되면서 6년간 선수 생활을 했다. 당시에는 2루수를 맡으면서 1번이나 3번 타자를 번갈아 맡았다. 1984년 도시 대항 야구 대회에서 신일본제철 오이타에 보강 선수로서 출전했고 2차전인 미쓰비시 중공업 고베와의 맞대결에서는 니시무라 모토후미(신일철 히로하타로부터 보강)로부터 홈런을 날리는 등 팀의 중심 타자로서 활약했다. 팀은 준준결승전에 진출했지만 이 대회에 우승한 닛산 자동차에게 석패를 당했다. 이때 당시 팀 동료였던 야마시타 가즈히코가 있었다. 1984년 프로 야구 드래프트 회의에서 한큐 브레이브스로부터 6순위 지명을 받고 입단했는데 연봉은 360만 엔(추정치)으로, 당시 주전이었던 후쿠하라 미네오의 예비 타자로서 기대를 받았다.

### 프로 야구 선수 시절

#### 입단 초기 ~ 1990년
프로 1년차인 1985년에는 감독 우에다 도시하루가 선수들에게 혹독한 연습을 시키면서 후쿠라 자신은 연습을 따라갈 수 없을 정도의 큰 어려움을 겪었다. 한때는 입단한 지 3일 만에 그만두려고 생각했는데 4월 23일 닛폰햄 파이터스전에서 1군 첫 출전을 이뤘다. 이 경기에서는 9회부터 마쓰나가 히로미를 대신해서 3루 수비를 맡았지만 파울 플라이를 처리하지 못한 바람에 한 달간 기용되지 못했다. 1985년 시즌에는 16타수 4안타의 성적으로 끝났고 신쇼지에서 열린 추계 스프링 캠프에서는 오하시 유타카 코치로부터 지도를 받아 수비를 중심으로 강도높은 연습을 했다.
2년차인 1986년에는 춘계 스프링 캠프에서 맹연습을 거듭한 끝에 시범 경기에서 좋은 성적을 남겼다. 주전 2루수였던 이와모토 요시히로가 컨디션이 좋지 않은 적도 있어 후쿠하라 미네오를 포함해서 세 사람에 의한 포지션 경쟁 끝에 주전 2루수 자리를 차지했다. 그해에는 122경기에 출전하여 타율 3할 9리를 기록했고 한때는 신인왕 경쟁에서 기요하라 가즈히로(세이부 라이온스)의 대항마 가운데 한 사람으로 거론됐다. 시즌 종료 후에는 120%가 증가된 연봉 960만 엔(추정치)으로 재계약을 맺었다. 이듬해 1987년에는 시즌 130경기에 모두 출전하여 8홈런, 40타점, 2할 6푼 3리의 타율을 기록했다.
1988년에는 요미우리 자이언츠로 이적한 미노다 고지의 뒤를 잇는 형식으로 등번호는 1번으로 변경됐다. 그해 올스타전에 처음으로 출전했고 같은 해 7월 30일 세이부전에서는 상대 투수 야마네 가즈오로부터 끝내기 만루 홈런을 때려냈고 같은 달에는 타율 3할 2푼 8리, 5타점을 기록하면서도 이 만루 홈런을 기록한 것을 인정받아 자신의 첫 월간 MVP를 수상했다. 더 나아가 시즌 종반에는 9월 초순에 3할 전후였던 타율을 약 2주 동안 3할 2푼대까지 끌어올려 다카자와 히데아키와 마쓰나가 히로미의 수위 타자 경쟁에 들어가는 활약을 보였다. 10월 초순인 롯데 오리온스전에서 왼쪽 어깨가 탈구되는 부상을 입어 전력에서 이탈했지만 리그 3위에 해당되는 3할 2리의 시즌 타율을 기록하여 자신의 첫 베스트 나인에 선정되는 영예를 안았다. 이러한 활약이 평가되면서 시즌 종료 후에 가진 계약 협상에서는 연봉이 3,000만 엔을 넘어섰고 동시에 첫 아이도 같은 해에 태어나는 등 공과 사 모두 충실했던 1년을 보냈다.
연말에 유후인에서 철저한 점검을 거치고 맞이한 1989년에는 개막전에서 4회초에 아와노 히데유키로부터 선제 솔로 홈런을 때려냈고 구단 운영 모체가 한큐전철에서 오릭스로 바뀐 팀 원년에 있어서 오릭스의 제1호 홈런을 기록했다. 그 해에는 올스타전까지 팀은 선두를 달리고 있었지만 7월 16일 긴테쓰 버펄로스전에서 홈 돌입 시에 야마시타 가즈히코와 충돌하여 또다시 왼쪽 어깨가 탈구되는 부상을 당해 약 한 달 동안 전력에서 이탈했다. 같은 해에 상위 3팀인 오릭스, 긴테쓰, 세이부가 우열을 가리기가 힘들 정도의 선두 경쟁을 펼쳤는데 결과적으로 긴테쓰가 우승 하면서 후쿠라 자신은 후회가 남는 한해를 보냈다고 말했다. 이듬해 1990년 시범 경기에서 몸에 맞는 볼을 받아 오른쪽 손목이 골절되는 부상을 입었고, 회복을 서둘러 조기에 깁스를 제거하고 경기에 출전한 것이 원인으로 같은 부위를 한번 더 골절했다. 이 때문인지 1990년 시즌에는 출전 기회가 급감하였고 오프 시즌에는 손목 수술을 받았다.

#### 1991년 ~ 1997년
1991년에 도이 쇼조가 감독으로 취임하면서 도이의 신뢰도 받았고 경기 도중에 교체되는 일이 감소됐으며 이듬해 1992년에는 9할 9푼 2리의 수비율을 기록했다. 게다가 1993년 4월 28일 후쿠오카 다이에 호크스전부터 1994년 7월 31일 세이부전까지 836차례(척살 334, 보살 502)의 연속 수비 기회 무실책이라는 일본 기록을 수립했다. 1994년 4월 13일 닛폰햄전에서 시노즈카 가즈노리와 시라이 가즈유키가 갖고 있던 550차례라는 당시 일본 기록에 어깨를 나란히 했을 때는 의식하고 있었으나 그 후에는 중압감을 느끼지 않았다고 한다. 또한 기록이 중단된 것은 세이부 라이온스 구장에서 열린 세이부전에서의 7회말에 강우로 인한 경기 중단 이후에 투수 호시노 노부유키가 던진 공을 기요하라 가즈히로가 1·2루 사이에 적시타를 때려내면서 이것을 후쿠라가 글러브 한가운데에서 처리했다. 그 후 1사 만루 상황에서 이치로에게서 실책이 나와 일거에 6점을 빼앗겨 역전당했지만 8회에 1번·이치로, 2번·후쿠라의 연타로 동점을 만들어 내면서 팀 역전 승리의 발판을 이루었다. 훗날 이 경기에서 자신의 기록보다 팀이 이겼다는 점이 인상에 남았다고 말했다.
또, 그해 8월 20일에는 개인 통산 1000경기 출전 기록을 달성했고 피로성 요통이 만성화한 것 외에도 타구와 몸에 맞는 볼에 의한 타박을 입어 진통제를 많이 복용하고 있었지만 6년 만에 타율이 3할 대를 넘는 등 공수에 걸친 활약으로 통산 두 번째의 베스트 나인을 수상했고 연봉도 1억 엔을 돌파했다. 이듬해 1995년 6월 8일 닛폰햄전에서 홈으로 돌입했을 때에 포수와 충돌하여 오른쪽 무릎 십자인대가 끊어지는 큰 부상을 당했다. 9월 중순에는 1군에 복귀했지만 무릎 상태가 좋지 않아서 자신의 첫 리그 우승은 벤치에서 맞이해야만 했다. 하지만 같은 해 일본 시리즈에서는 전 경기에 2번·2루수로서 선발 출전했고 시즌 종료 후에는 FA권을 취득했지만 다음 시즌의 일본 시리즈 우승을 목표로 해서 그대로 팀에 잔류하겠다는 입장을 밝혔다. FA로 선언한 이후 재계약금 3,000만 엔과 현상유지 수준의 연봉 1억 200만 엔으로 재계약을 맺었다.
이듬해 1996년에는 무릎 보호대를 장착한 상태에서의 플레이가 계속됐고 그해 긴테쓰에서 이적해 온 오시마 고이치와 병용되는 형태가 됐는데 이 해부터 3루수로 기용되는 일이 많아졌다. 같은 해 일본 시리즈에서는 3루수와 대타로서 기용돼 그토록 염원해오던 일본 시리즈 우승을 경험했다. 1995년과 1996년 일본 시리즈에 출전했던 것이 현역 시절 최고의 추억이었다고 말했다. 1997년에는 봄부터 무릎 상태는 좋았으나 팀의 미래를 위해 젊은 선수들을 주로 기용하겠다는 팀의 방침도 있어서 출장 기회가 줄어들었다. 시즌 최종전인 10월 10일, 그린 스타디움 고베에서 열린 다이에전이 후쿠라에게 있어서는 현역 생활 마지막 출장이 되면서 대타로서의 안타를 날렸다. 또한 나카지마 사토시와 고바야시 히로시가 볼배합을 고려하여 배터리의 목적대로 3루 땅볼을 후쿠라가 처리하면서 경기는 그대로 종료됐다.

### 그 후

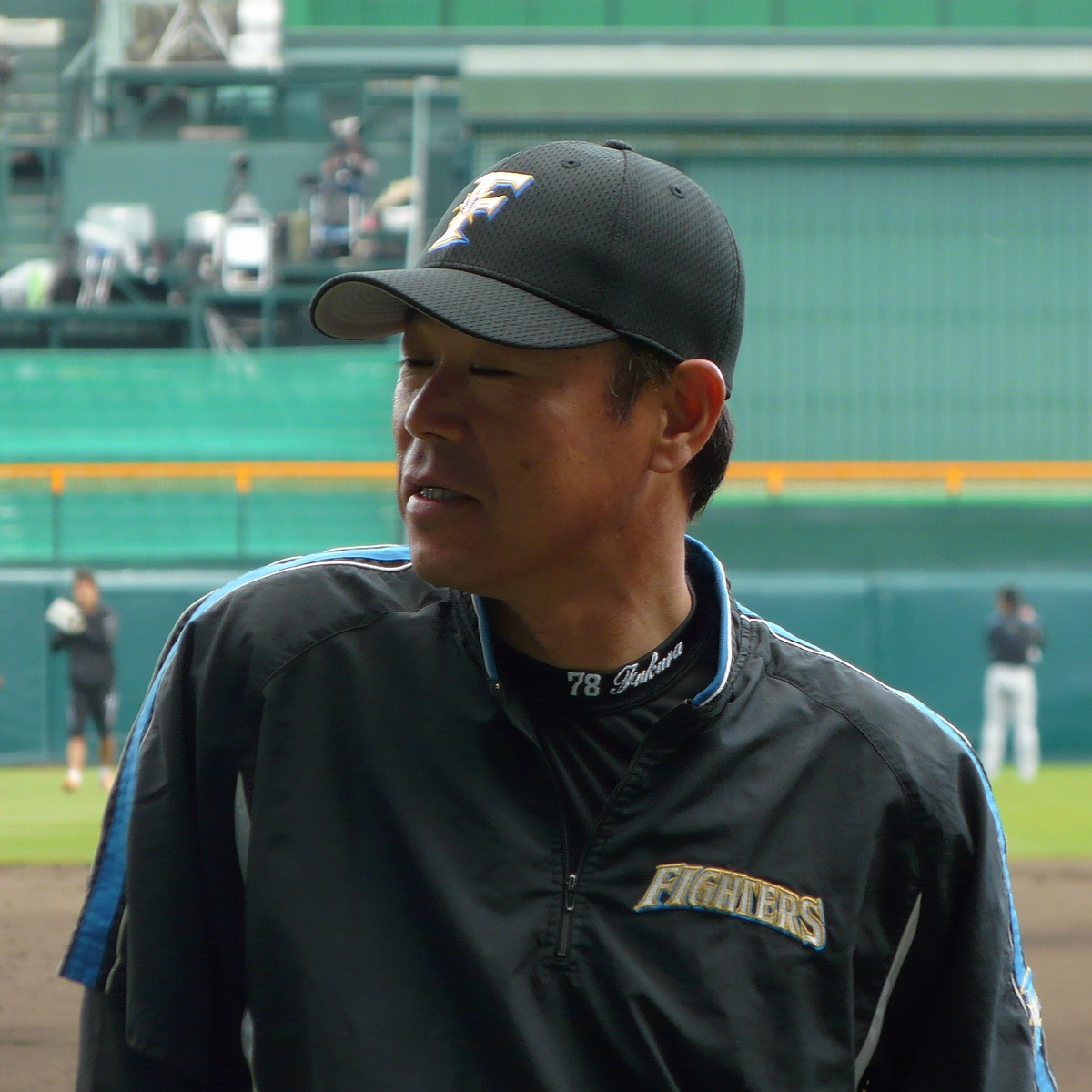
닛폰햄 1군 수석 코치 겸 타격 코치 시절(2010년 5월 13일)

1998년에 오릭스의 2군 타격 코치 겸 내야 수비 주루 코치로 발탁됐고 이듬해 1999년에는 2군 수비 주루 코치, 2000년에 스카우트로 부임했다.
2005년부터는 홋카이도 닛폰햄 파이터스의 코치로 부임했고 2007년에는 2군 감독을 맡았다. 1군에 통용되는 선수의 육성을 제1차적인 목표로서 개개인의 선수 지도는 코치의 재량에 맡기면서 미흡했던 야수진의 성장 등을 목표로 했다. 2008년에는 1군 수석 코치로 부임하여 2009년부터는 타격 코치를 겸임하면서 2009년에 팀의 리그 우승에 큰 기여를 했다. 2012년에는 수석 코치에만 전념했지만 그 해 시즌 종료 후에 닛폰햄을 퇴단했다.
2013년부터는 오릭스 버펄로스의 1군 수석 코치를 맡고 있었는데 2015년에는 팀이 개막 이후부터 최하위로 떨어질 정도의 침체를 겪었다. 자력으로 퍼시픽 리그 우승 가능성이 거의 없어진 그해 6월 2일에 1군 감독이던 모리와키 히로시가 팀 성적 부진에 대한 책임으로 휴양 생활에 들어간 것부터 1군 감독 대행으로서의 지휘를 시즌 종료 때까지 맡았다. 모리와키의 감독 퇴임(8월 31일)과 시니어 어드바이저로 부임(9월 1일) 한 것에 의해서 시즌 종반이던 10월 1일에는 2016년 시즌부터 1군 감독으로 승격했다고 구단으로부터 공식 발표됐다. 한큐의 선수로서 활약했던 인물이 오릭스의 감독이 된 것은 최초의 사례이며 더욱이 같은 구단(팀의 전신이던 한큐를 포함)의 토박이 감독은 가지모토 다카오 이래 35년 만의 일이다. 참고로 후쿠라의 1군 감독 대행을 맡은 기간 중의 팀 성적은 89경기에서 42승 1무 46패를 기록하여 2015년 정규 시즌을 5위로 마쳤다. 이듬해 2016년에는 같은 일본국유철도 직원 출신이자 현역 시절부터 친분이 있던 니시무라 노리후미를 수석 코치로 초빙, 팀 성적은 4년 만에 최하위(6위)로 끝났다. 2017년에는 4위를 기록했다.
2017년 10월 26일 드래프트 회의에서 사이타마 세이부 라이온스와의 경합 끝에 다지마 다이키의 교섭권을 획득, 구단의 제비뽑기 연패 기록은 11에서 멈췄다.
2018년에도 작년과 마찬가지로 4위에 그쳤고 시즌이 끝나면 감독직에서 물러나겠다는 입장을 밝혔다. 10월 5일에는 시즌 최종전(교세라 돔 오사카)에 앞서 기자회견을 가졌다. 같은 해 10월 22일, 2019년부터 구단 프런트에 입성하여 육성 총괄 담당으로 부임했다고 발표했다.
2019년 5월 28일, 신설되는 단장직에 6월 1일자로 부임했고 또한 편성부장도 겸임하게 됐다.

## 플레이 스타일
연속 수비 기회 무실책의 일본 기록을 수립하는 등의 수비력이 있었지만 쓰지 하쓰히코와 활약했던 시기가 겹친 적도 있어서 정작 골든 글러브상에는 인연이 없었다. 빠른 발을 살린 끈기가 있는 배팅도 특색이었고 규정 타석수 이상에서의 타율이 3할 대를 넘긴 적은 세 차례나 있었다. 장타력이 그다지 없었던 것과는 상관없이 볼넷은 많았고 득점권 타율도 대체로 높았다.
주로 2번 타자를 맡으면서 통산 희생타수 224개는 역대 18위(2010년 기준)이다. 1, 2번을 짰던 이치로는 후쿠라를 존경하고 있어서 1994년 당시 “후쿠라 선배처럼 모든 경기에서 필요로 하는 선수가 되고 싶다”라고 말했던 적도 있었다. 또한 후쿠라가 어린이 요양 시설에 위문차 방문했던 일이 이치로에게 야구 선수로서의 환대의 중요함을 체득한 계기가 됐다. 더 나아가 이치로는 1987년까지 후쿠라의 등번호였던 51번을 착용했다.

## 상세 정보

### 출신 학교
- 미야자키 현립 노베오카 공업고등학교

### 선수 경력
사회인 시대
- 오이타 철도 관리국

프로팀 경력
- 한큐 브레이브스·오릭스 브레이브스·오릭스 블루웨이브(1985년 ~ 1997년)

### 지도자 경력
- 오릭스 블루웨이브 2군 타격 코치 겸 내야 수비 주루 코치(1998년)
- 오릭스 블루웨이브 2군 수비 주루 코치(1999년 ~ 2000년)
- 홋카이도 닛폰햄 파이터스 2군 감독(2007년)
- 홋카이도 닛폰햄 파이터스 1군 수석 코치(2008년, 2012년)
- 홋카이도 닛폰햄 파이터스 1군 수석 코치 겸 타격 코치(2009년 ~ 2011년)
- 오릭스 버펄로스 1군 수석 코치(2013년 ~ 2015년 6월 1일)
- 오릭스 버펄로스 감독(2015년 6월 2일 ~ 2018년)

### 수상·타이틀 경력
- 베스트 나인 : 2회(1988년, 1994년)
- 월간 MVP : 1회(1988년 7월)

### 개인 기록

#### 첫 기록
- 첫 출장 : 1985년 4월 23일, 대 닛폰햄 파이터스 4차전(한큐 니시노미야 구장), 9회초에 마쓰나가 히로미를 대신해 3루수로서 출장
- 첫 안타 : 1985년 5월 13일, 대 난카이 호크스 9차전(한큐 니시노미야 구장), 5회말에 야마우치 가즈히로로부터
- 첫 선발 출장 : 1985년 5월 15일, 대 긴테쓰 버펄로스 6차전(한큐 니시노미야 구장), 9번·2루수로서 선발 출장
- 첫 타점 : 1985년 5월 16일, 대 긴테쓰 버펄로스 7차전(한큐 니시노미야 구장), 2회말에 스즈키 게이시로부터
- 첫 도루 : 상동, 2회말에 도루(투수 : 스즈키 게이시, 포수 : 아리타 슈조)
- 첫 홈런 : 1986년 4월 17일, 대 난카이 호크스 4차전(한큐 니시노미야 구장), 9회말에 야노 미노루로부터 2점 홈런

#### 기록 달성 경력
- 통산 1000경기 출장 : 1994년 8월 20일, 대 세이부 라이온스 17차전(그린 스타디움 고베), 2번·2루수로서 선발 출장 ※역대 321번째
- 통산 1000안타 : 1995년 7월 2일, 대 세이부 라이온스 14차전(세이부 라이온스 구장), 1회초에 신타니 히로시로부터 우전 선제 적시타 ※역대 180번째
- 통산 200희생타 : 1996년 5월 3일, 대 후쿠오카 다이에 호크스 6차전(후쿠오카 돔), 9회초에 후지이 마사오로부터 ※역대 17번째

#### 기타
- 올스타전 출장 : 1회(1988년)
- 2루수 연속 수비 기회 무실책 : 804회(1993년 4월 28일 ~ 1994년 7월 31일) ※일본 기록

### 등번호
- 51(1985년 ~ 1987년)
- 1(1988년 ~ 1997년)
- 85(1998년 ~ 2000년)
- 78(2005년 ~ 2018년)

### 연도별 타격 성적
| 연 도       | 소 속       | 경 기 | 타 석 | 타 수 | 득 점 | 안 타 | 2 루 타 | 3 루 타 | 홈 런 | 루 타 | 타 점 | 도 루 | 도 루 자 | 희 생 번 | 희 생 플 | 볼 넷 | 고 4 | 사 구 | 삼 진 | 병 살 타 | 타 율 | 출 루 율 | 장 타 율 | O P S |
| ----------- | ----------- | ----- | ----- | ----- | ----- | ----- | ------- | ------- | ----- | ----- | ----- | ----- | -------- | -------- | -------- | ----- | ---- | ----- | ----- | -------- | ----- | -------- | -------- | ----- |
| 1985년      | 한큐 오릭스 | 37    | 19    | 16    | 3     | 4     | 0       | 0       | 0     | 4     | 1     | 1     | 0        | 0        | 0        | 3     | 0    | 0     | 1     | 0        | .250  | .368     | .250     | .618  |
| 1986년      | 한큐 오릭스 | 122   | 468   | 404   | 68    | 125   | 23      | 4       | 12    | 192   | 44    | 14    | 5        | 11       | 2        | 36    | 1    | 15    | 43    | 12       | .309  | .385     | .475     | .860  |
| 1987년      | 한큐 오릭스 | 130   | 536   | 463   | 58    | 122   | 23      | 1       | 8     | 171   | 40    | 12    | 1        | 14       | 2        | 45    | 0    | 12    | 49    | 12       | .263  | .343     | .369     | .712  |
| 1988년      | 한큐 오릭스 | 110   | 483   | 410   | 74    | 131   | 17      | 2       | 7     | 173   | 33    | 12    | 4        | 15       | 4        | 49    | 0    | 5     | 31    | 8        | .320  | .395     | .422     | .817  |
| 1989년      | 한큐 오릭스 | 115   | 498   | 394   | 61    | 102   | 16      | 0       | 8     | 142   | 47    | 8     | 7        | 29       | 4        | 62    | 0    | 9     | 39    | 9        | .259  | .369     | .360     | .729  |
| 1990년      | 한큐 오릭스 | 53    | 140   | 114   | 13    | 24    | 4       | 1       | 1     | 33    | 11    | 7     | 3        | 6        | 1        | 16    | 0    | 3     | 12    | 3        | .211  | .321     | .289     | .610  |
| 1991년      | 한큐 오릭스 | 104   | 433   | 355   | 53    | 97    | 13      | 1       | 2     | 118   | 26    | 15    | 7        | 22       | 6        | 43    | 1    | 7     | 24    | 5        | .273  | .358     | .332     | .690  |
| 1992년      | 한큐 오릭스 | 114   | 492   | 409   | 57    | 116   | 16      | 4       | 3     | 149   | 37    | 13    | 5        | 24       | 3        | 50    | 1    | 6     | 52    | 5        | .284  | .368     | .364     | .732  |
| 1993년      | 한큐 오릭스 | 130   | 555   | 453   | 63    | 121   | 16      | 1       | 2     | 145   | 30    | 20    | 9        | 31       | 3        | 65    | 0    | 3     | 42    | 8        | .267  | .361     | .320     | .681  |
| 1994년      | 한큐 오릭스 | 114   | 477   | 386   | 49    | 116   | 23      | 1       | 3     | 150   | 50    | 4     | 5        | 33       | 2        | 49    | 0    | 7     | 39    | 5        | .301  | .387     | .389     | .776  |
| 1995년      | 한큐 오릭스 | 53    | 201   | 162   | 24    | 45    | 3       | 0       | 4     | 60    | 19    | 0     | 1        | 11       | 1        | 23    | 0    | 4     | 14    | 4        | .278  | .379     | .370     | .749  |
| 1996년      | 한큐 오릭스 | 92    | 348   | 289   | 25    | 82    | 7       | 2       | 0     | 93    | 26    | 0     | 0        | 22       | 5        | 28    | 0    | 4     | 38    | 5        | .284  | .350     | .322     | .671  |
| 1997년      | 한큐 오릭스 | 66    | 175   | 144   | 14    | 31    | 4       | 0       | 0     | 35    | 8     | 0     | 1        | 6        | 2        | 22    | 0    | 1     | 18    | 7        | .215  | .320     | .243     | .563  |
| 통산 : 13년 | 통산 : 13년 | 1240  | 4825  | 3999  | 562   | 1116  | 165     | 17      | 50    | 1465  | 372   | 106   | 48       | 224      | 35       | 491   | 3    | 76    | 402   | 83       | .279  | .366     | .366     | .732  |

- 굵은 글씨는 시즌 최고 성적.
- 한큐(한큐 브레이브스)는 1989년에 오릭스(오릭스 브레이브스)로 구단명을 변경

### 감독으로서의 팀 성적
| 연도       | 소속       | 순위       | 경기 | 승리 | 패전 | 무승부 | 승률 | 승차          | 팀 홈런       | 팀 타율       | 팀 평균자책점 | 연령          |
| ---------- | ---------- | ---------- | ---- | ---- | ---- | ------ | ---- | ------------- | ------------- | ------------- | ------------- | ------------- |
| 2015년     | 오릭스     | 5위        | 89   | 42   | 46   | 1      | .477 | 30            | 94            | .249          | 3.59          | 55세          |
| 2016년     | 오릭스     | 6위        | 143  | 57   | 83   | 3      | .407 | 30            | 84            | .253          | 4.18          | 56세          |
| 2017년     | 오릭스     | 4위        | 143  | 63   | 79   | 1      | .444 | 15            | 127           | .251          | 3.81          | 57세          |
| 2018년     | 오릭스     | 4위        | 143  | 65   | 73   | 5      | .471 | 10            | 108           | .244          | 3.69          | 58세          |
| 통산 : 4년 | 통산 : 4년 | 통산 : 4년 | 518  | 227  | 281  | 10     | .447 | B클래스 : 4회 | B클래스 : 4회 | B클래스 : 4회 | B클래스 : 4회 | B클래스 : 4회 |

※2015년에는 모리와키 감독이 성적 부진으로 휴양 생활에 들어갔기 때문에 감독 대행을 맡음(6월 2일부터 시즌 종료까지)

## 참고 문헌
- 《Sports Graphic Number》 (분게이슌주사) (1989년 3월 20일자). 1989. |제목=이(가) 없거나 비었음 (도움말)
- 《슈칸 베이스볼》 (베이스볼 매거진사) (1997년 12월 22일자). 1997. |제목=이(가) 없거나 비었음 (도움말)
- 《슈칸 베이스볼》 (베이스볼 매거진사) (2001년 6월 11일자). 2001. |제목=이(가) 없거나 비었음 (도움말)